# Бёванж-сюр-Аттер
Бёванж-сюр-Аттер (люкс. Béiwen-Attert, фр. Boevange-sur-Attert) — коммуна в Люксембурге, располагается в округе Люксембург. Коммуна Бёванж-сюр-Аттер является частью кантона Мерш. В коммуне находится одноимённый населённый пункт.
Население составляет 1995 человек (на 2008 год), в коммуне располагаются 766 домашних хозяйств. Занимает площадь 18,87 км² (по занимаемой площади 64 место из 116 коммун). Наивысшая точка коммуны над уровнем моря составляет 393 м. (64 место из 116 коммун), наименьшая 225 м. (41 место из 116 коммун).

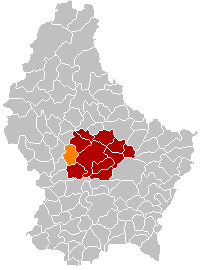
Оранжевый цвет — коммуна Бёванж-сюр-Аттер, красный — кантон Мерш.